# 이태원 햄버거 가게 살인 사건
이태원 햄버거 가게 살인 사건(영어: Itaewon murder case, Itaewon Burger King Murder)은 1997년 4월 3일, 대한민국 서울특별시 용산구 이태원동에 위치한 햄버거 가게인 버거킹 이태원점에서 홍익대학교 전파공학과 학생인 조중필(당시 23세)이 살해당한 사건이다.
유력한 용의자로 미국인 아서 패터슨(당시 만 17세)과 에드워드 리(당시 만 18세)가 검거되어 재판을 받았으나, 용의자 두 명 중 적어도 한 명은 범인이 확실함에도 불구하고 두 명 모두 살인죄로 처벌하지 못해 10년 이상 논란이 되었다. 특히, 대한민국 검사의 실수로 용의자에 대한 출국금지 연장 조치가 취해지지 않아 용의자 중 한 명인 패터슨이 미국으로 도주하여 국민적 지탄을 받았다.
아서 패터슨은 2011년 6월, 미국 경찰에 체포된 뒤 2015년 9월 23일 대한민국으로 송환되었고, 2016년 1월 29일 1심에서 살인죄로 징역 20년을 선고받고 같은 해 9월 13일 항소심에서 1심 판결이 유지되었으며, 2017년 1월 25일 대법원에서 징역 20년의 형이 확정되었다.

## 사건 개요
한국계 미국인 '에드워드 건 리'(Edward Kun Lee)와 어머니가 한국인인 혼혈 미국인 '아서 존 패터슨'(Arthur John Patterson) 등 10대 남녀 20여명은 1997년 4월 3일, 이태원의 한 건물 4층 술집에 모여서 파티를 하다가, 배가 고파져 같은 건물 1층 패스트푸드점에 내려와서 햄버거를 시켜 먹었다. 패터슨이 잭나이프(휴대용 칼)로 햄버거를 자르면서, 이들은 칼을 주제로 대화를 나누었다. 이후 다른 일행이 밖으로 나가거나 4층 술집으로 돌아간 사이, 패터슨과 리는 햄버거 가게 화장실로 들어갔고, 거기서 우연히 마주친 조중필 씨를 잭나이프로 9군데 찔러 살해했다. 범행 후 이들은 4층 술집 화장실로 가서 몸에 묻은 피를 닦았고, 패터슨은 미국 제8군 기지로 들어가 친구를 만나 바지를 갈아입고 피묻은 옷을 불에 태운 후 범행에 사용한 칼을 버렸다.
패터슨은 4월 4일 익명의 제보를 받은 미군 범죄수사대(CID) 요원에게 체포되었다. 4월 6일, 미국 출장을 다녀온 리의 아버지는 아들의 친구 패터슨이 TV뉴스에 나오는 것을 보고 아들을 추궁했고, 아들이 범행을 시인하자 변호사를 만난 후 4월 8일 검찰에 자수했다.

## 사건 논란
18세에 불과한 청소년들(두 명 모두 1979년 출생)이 아무 이유 없이 무고한 사람을 살해한 충격적인 이 사건에 대해, 대한민국 수사기관이 제대로 수사를 진행하지 못하면서 사건은 복잡해졌다. 수사 초기에는 통역 등의 문제 때문에 수사를 제대로 진행하지 못했고, 유력한 용의자로 잡힌 패터슨과 리는 서로 상대방이 피해자를 살인하고 자기는 옆에 있기만 했다고 주장했다. 또한, SOFA 협정으로 인해 용의자들의 친구 등 관련자들에 대한 조사나 증인신문에 차질을 빚었다.
한국 검찰은 두 사람을 살인의 공동정범으로 기소하지 않고 리는 살인죄로, 패터슨은 증거인멸죄와 폭력행위 등 처벌에 관한 법률의 흉기휴대죄로 기소하였다. 치열한 법정 공방 끝에 1·2심에서는 리의 살인 혐의를 인정(1심 무기징역 선고, 2심 징역 20년 선고)하였다. 그러나, 대한민국 대법원은 1998년 4월 24일 리를 유죄라고 볼만한 증거가 불충분하다고 파기환송하여 1998년 9월 30일 서울고등법원이 무죄를 선고하였고, 1999년 9월 3일 대법원에서 검찰의 상고가 기각되어 무죄판결이 확정되었다. 패터슨은 증거인멸죄와 흉기휴대죄로 장기 1년6개월, 단기 1년의 징역을 선고받고 미결구금을 포함해 1년4개월을 복역한 후, 1998년 8월 15일에 소년법 규정에 따른 형의 집행종료로 출소하였다.
검찰은 리가 고등법원에서 무죄를 선고받자 리의 무죄판결이 확정될 것을 대비해 같은 해 11월부터 패터슨에 대해 출국을 금지하고 이를 3개월씩 계속 연장하였으나, 1999년 8월 23일 담당 검사의 실수로 출국금지가 풀리자 패터슨은 바로 다음 날인 8월 24일에 미국으로 출국하였고 신변확보 및 수사가 곤란해졌다. 이에 분노한 유족이 국가를 상대로 손해 배상을 청구했다. 1심과 2심에서는 원고 패소 판결을 했으나, 대법원은 '담당 검사의 과실과 유족들의 정신적 피해 사이에 인과 관계가 인정된다'고 판결했다.
이후에도 유족들은 패터슨에 대한 기소를 계속 요구하였고, 이태원 살인사건이라는 영화가 개봉된 후 패터슨에 대한 재판을 요구하는 여론이 커지자 2009년 12월 15일에 검찰은 법무부에 패터슨에 대한 범죄인 인도 청구를 요청하였다.

## 사건 진행
조중필 씨의 부모는 10년 넘게 재수사와 미국으로 도피한 유력 용의자 패터슨에 대한 체포를 요구했지만, 법무부와 외교부는 못 찾겠다는 답변만 계속할 뿐 사건은 지지부진해졌다. 그러나, SBS의 TV 프로그램인 《그것이 알고싶다》에서는 이 사건을 수차례 방송해 여론을 계속 환기시켰고, 2009년에는 사건이 영화화까지 되자 여론에 밀린 한국 법무부는 미국 정부에 범죄인 인도를 청구하였다.
2011년 6월, 패터슨은 미국에서 범한 또 다른 범죄로 미국 경찰에 체포된 뒤 한국에서 '범죄인 인도 청구'를 받은 대상자라는 사실이 확인되었고, 같은 해 10월부터 패터슨을 한국으로 송환하는 절차가 시작되었다. 당시 미국 캘리포니아 법원은 '한국에서 달아난 범죄자 아서 패터슨의 송환문제에 관해 구금을 승인하며, 보석은 허용치 않는다'고 판결하였다.
패터슨은 살인죄가 아닌 흉기휴대 등 다른 혐의로 판결을 받아 복역한 후 출국하였는데, 미국에 있는 기간 동안 살인죄에 관한 공소시효가 정지되는 것인지에 대해 한국에서는 논란이 있었다. 만약 패터슨이 '(살인죄의) 형사처분을 면할 목적으로 출국한 것'이라는 사실이 입증되지 않을 경우에는 미국에 체류한 기간 동안에도 공소시효가 정지되지 않아서 범행 후 15년이 지난 2012년 4월 2일에 공소시효가 완성되기 때문에, 한국 검찰은 2011년 12월 22일에 아서 패터슨을 살인죄로 기소하였다.
송환 재판을 담당한 미국 검사는 패터슨과 리가 공범이라고 본다고 밝혔다. 한국 검찰 역시 둘은 공범으로, 패터슨이 직접 살인을 했고, 리가 칼로 찌르라고 부추긴 것으로 보인다고 밝혔다. 그러나, 리는 이미 한국 법원에서 증거불충분으로 무죄가 확정된 상태였다.
2012년 10월 로스앤젤레스 연방법원은 패터슨을 한국으로 송환하라고 판결하였고, 그 직후에 패터슨이 제출한 인신보호청원 역시 2013년 6월에 캘리포니아 연방법원이 패소 판결하였으나 곧바로 항소하였다. 패터슨은 LA 다운타운 연방구치소에 구금되어 있다가 항소심 패소 후 2015년 9월 23일, 대한민국으로 송환되었다.
2016년 1월 29일 1심 법원인 서울중앙지방법원은 사건 당시 만 18세 미만이어서 소년법상 사형과 무기징역을 선고할 수 없는 패터슨에게 선고가능한 최고형인 징역 20년을 선고하였다. 이와 함께, 에드워드 리에 대해서는 '패터슨에게 범행을 부추긴 후 화장실로 뒤따라 들어갔고 패터슨이 조씨를 칼로 찌르 것을 말리지 않았으며 쓰러진 조씨에 대해 아무런 구호조치도 취하지 않았다'는 점 등을 근거로 살인죄의 공범으로 인정된다고 판시하였다. 같은 해 9월 13일 항소심에서도 1심 판결이 유지되었고, 2017년 1월 25일 대법원에서 아서 패터슨에 대한 징역 20년의 형이 확정되었다.

## 미디어
- 1998년 11월 1일, 1999년 3월 6일, 1999년 12월 25일 : SBS의 TV 프로그램 《그것이 알고싶다》에서 이태원 살인 사건에 대한 내용을 방송하였다.[2][19][20][21]
- 2003년 1월 27일 : MBC의 TV 프로그램 《실화극장 죄와 벌》에서 이태원 살인 사건에 대한 내용을 방송하였다.[22]
- 2009년 9월 9일 : 이 사건을 바탕으로 한 영화 《이태원 살인사건》이 개봉했다.[23]
- 2009년 12월 19일 : SBS의 TV 프로그램 《그것이 알고싶다》에서 이태원 살인 사건에 대한 내용을 방송하였다.[24]
- 2011년 11월 11일 : KBS2의 TV 프로그램 《의뢰인 K》에서 이태원 살인 사건과 미군 범죄에 대해 다루었다.[25]
- 2021년 6월 17일: SBS의 TV프로그램 《꼬리에 꼬리를 무는 그날 이야기》에서 이태원 살인사건을 다루었다.

## 같이 보기
- 공소시효
- 소년법
- 일사부재리
- 해리성 장애